# Praktika
Praktika, av latin: pra'ctica - "verksamhet". En skrift med kalendariska uppgifter och förutsägelser. I princip samma sak som prognostikon, men mer med betoning på generella förutsägelser och inte knutet till ett speciellt år. 
En välkänd praktika var den gamla svenska Bondepraktikan som utgavs första gången 1662 och sedan utkom i många utgåvor ända fram till början av 1900-talet.